# Зелёный Сад (Черноярский район)
Зелёный Сад — посёлок в Черноярском районе Астраханской области, входит в Солодниковский сельсовет. Население 59 человек (2015), .

## География
Село расположено в северной части Астраханской области, в зоне полупустыни, на острове в дельте реки, образованным рекой Волгой и водотоками затон Солодниковский, озеро Дубовка, река Дубовка. Напротив посёлка — село Солодники, центр сельсовета.
Абсолютная высота 10 метров ниже уровня моря
.
Климат резко континентальный. Преобладают юго-западные ветра весной-летом, северо-западные осенью-зимой.

## Население
| 2002 | 2010 | 2014 | 2015 |
| ---- | ---- | ---- | ---- |
| 76   | ↘59  | →59  | →59  |

Национальный и гендерный состав
По данным Всероссийской переписи, в 2010 году численность населения составляла 59 человек (25 мужчин и 34 женщины, 42,4 и 57,6 %% соответственно).
Согласно результатам переписи 2002 года, в национальной структуре населения русские составляли 75 % от 98 жителей.

## Инфраструктура, Экономика
Основным занятием населения является сельское хозяйство, скотоводство и рыбная ловля.

## Транспорт
Через Солодники выход на автотрассу федерального значения «Каспий» (часть европейского маршрута E40.